# Maurice John Vaughn
Pour les articles homonymes, voir Vaughn.
Maurice John Vaughn est un chanteur, guitariste et saxophoniste de blues américain, né en 1952.

## Discographie
- I got Money « with A.C. Reed » (Blue Phoenix)
- The New Bluebloods (Alligator Records)
- Generic Blues Album (Alligator Records)
- In the Shadow of the City (Alligator Records)
- I'm in The Wrong Business (Alligator Records)
- Stumbling Blocks and Stepping Stones (Parsifal)
- Solid Blues (Rooster blues)
- Generic Blues (Reecy Records,1984)